# Corydalis gigantea
Corydalis gigantea är en vallmoväxtart som beskrevs av Ernst Rudolf von Trautvetter och C. A. Mey.. Corydalis gigantea ingår i släktet nunneörter, och familjen vallmoväxter. Inga underarter finns listade i Catalogue of Life.